# 中毒疹
中毒疹(ちゅうどくしん)は、原因不明の全身に皮疹が出現する皮膚疾患の総称である。

## 症状
全身、左右対称性に紅斑が出現する。紅斑は環状で中心部消褪傾向のものが多く、一般的に痒みが強いことが多い。

## 原因
マイコプラズマ、単純ヘルペスなどのウイルス感染症、溶連菌感染症、薬剤の影響など、多種多様な要因が考えられるが、原因は特定できないことが多いのが通常である。

## 治療
- ステロイド外用剤の外用
- 抗アレルギー剤の内服
- 十味敗毒湯などの漢方薬
- 重症例ではステロイド剤の内服、注射